# Эссят

Эмблема клуба

«Э́ссят» (фин. Ässät — тузы) — финский хоккейный клуб из Пори, выступает в Лииге. Основан в 1967 году.

## История

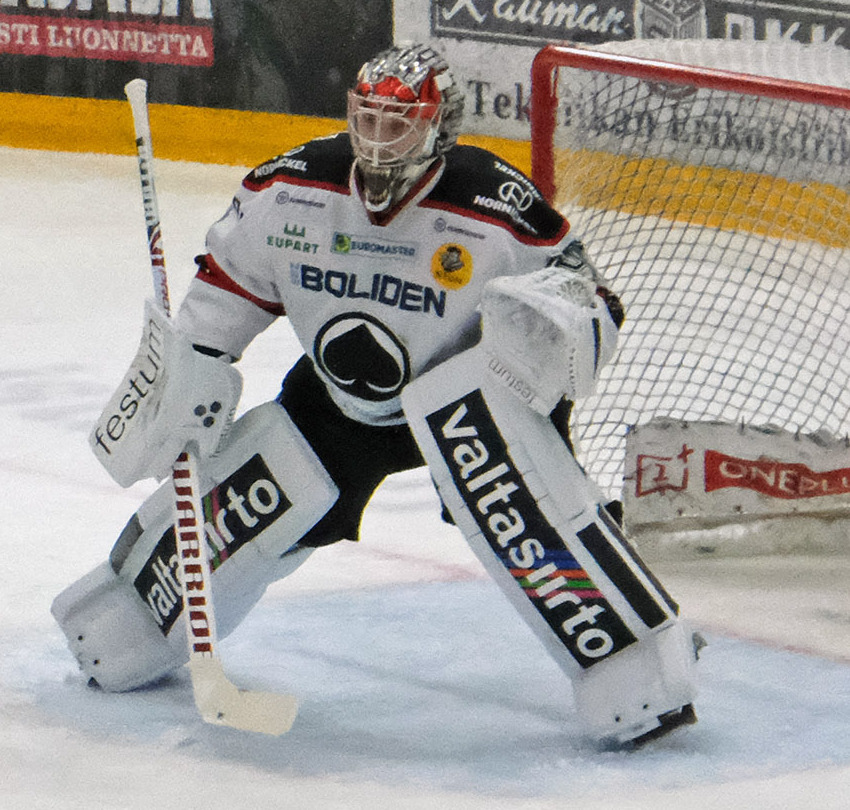
Даниил Вадимович Тарасов 2019.

Клуб был создан в 1967 году путём слияния двух команд из Пори — Кархут и РУ-38 (каждая из этих команд по одному разу завоевывала золотые медали чемпионата Финляндии, в 1965 и 1967 годах соответственно).
Объединённая команда становилась чемпионом Финляндии трижды — в 1971, 1978 и 2013 годах.